# Masdevallia civilis
Masdevallia civilis Rchb.f. & Warsz, 1854 è una pianta della famiglia dell Orchidacee, endemica del Perù.

## Descrizione

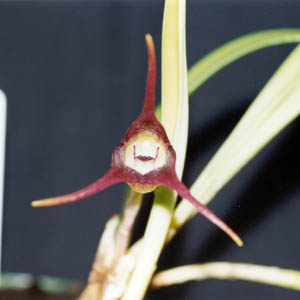
Il fiore di M. civilis

È un'orchidea di minime dimensioni, a crescita terricola (geofita) o occasionalmente su rocce (litofita). M. civilis presenta pseudobulbi avvolti strettamente alla base da guaine tubolari, portanti all'apice un'unica foglia, eretta, coriacea, di forma lineare, lungamente picciolata, ad apice ottuso, di colore verde chiaro.
La fioritura avviene dalla primavera all'estate, mediante una infiorescenza esile, eretta, arcuata, lunga mediamente 10 centimetri, portante un unico fiore. Questo è grande in media 4 centimetri, gradevolmente profumato, carnoso, di lunga durata e presenta sepali di colore che sfuma dal rosso al giallo, di forma triangolare ad apice acutissimo ed allungato, saldati tra loro, che racchiudono al loro interno i petali e il labello.

## Distribuzione e habitat
La specie è endemica del Perù settentrionale.
nella foresta pluviale, dove cresce terricola (geofita) oppure litofita su terreni calcarei o argillosi, in piena esposizione al sole, a quote comprese tra 2000 e 3000 metri sul livello del mare.

## Coltivazione
Questa pianta è ottimamente coltivata in serra fredda per tutto l'anno, con elevatissima umidità; in coltura non gradisce l'esposizione al sole. Può essere coltivata sia in vasi su terriciio fertile, con buon drenaggio.